# Octavius portik
Octavius portik (latin: Porticus Octavia) var en portik på Marsfältet i antikens Rom. Portiken uppfördes av Gnaeus Octavius år 168 f.Kr. för att fira segern över Perseus av Makedonien i slaget vid Pydna. Portiken var belägen mellan Pompejusteatern och Circus Flaminius och kallades även Porticus Corinthia på grund av dess korintiska kapitäl i brons. Octavianus lät restaurera portiken år 33 f.Kr.
| Plan över Campus Martius |
| --- |
| Tibern Navalia Circus Flaminius Marcellusteatern Diana- templet Pietas- templet Janustemplet Junos tempel Spestemplet Bellona- templet Apollo Sosianus tempel Jupiter Stators tempel Juno Reginas tempel Octavias portik Filippus portik Hercules Musarum- templet Octavius portik Balbus- teatern Crypta Balbi Porticus Minucia Nymfernas tempel Diribitorium Juturnas tempel Fortunas tempel Feronias tempel Lares Permarinis tempel Pompejus curia Pompejus portik Pompejusteatern Venus Victrix tempel Marstemplet Hercules Custos tempel Castors och Pollux tempel Pons Fabricius Tiberön Porticus Maximae Neptunus- templet Divorum Villa Publica Hecatostylon Fortuna Equestris tempel Statilius Taurus amfiteater |